# 二氧化三碳
二氧化三碳是一种无色刺激性气体，化学式为C3O2，其分子中含有四个双键。它与CO、CO2、C2O等其他碳氧化物有重要联系。
1873年，Brodie通过对一氧化碳放电，首次制得了二氧化三碳，Marcellin Berthelot創造了低氧化碳（carbon suboxide）這個名稱，而後來奥托·迪尔斯表示，如二羰基甲烷（dicarbonyl methane）與二氧代丙二烯（dioxallene）这些有機化学的名稱也是正確的。

## 合成
二氧化三碳可以通过加热干燥的五氧化二磷（分子式为P2O5）和丙二酸或丙二酸酯衍生物的混合物来制备。所以二氧化三碳也可視為丙二酸的酸酐，為丙二酸酐以外的另一種丙二酸的酸酐，即丙二酸的“第二酸酐”。此外，丙二酸分子间脱一分子水生成的酸酐也是存在的。
其他有关二氧化三碳的合成和反应信息可在Reyerson于1930年出版的综述中找到。
二氧化三碳会自发聚合生成红、黄或黑色的固体，结构类似于2-吡喃酮。
1969年时，曾一度认为火星表面的颜色是由存在二氧化三碳导致的，但后来海盗号的研究推翻了这个说法。

## 应用
二氧化三碳可以作为丙二酸的制剂，同时它还可以增强皮革染料与皮革的亲和力。